# أرتور مارتينيز
أرتور مارتينيز (بالإسبانية: Arturo Martínez)‏ هو كاتب سيناريو ومنتج أفلام ومخرج وممثل مكسيكي، ولد في 23 يناير 1918 في المكسيك، وتوفي في 26 أغسطس 1992 بمدينة مكسيكو في المكسيك.

## وصلات خارجية
- أرتور مارتينيز على موقع IMDb (الإنجليزية)
- أرتور مارتينيز على موقع قاعدة بيانات الفيلم (الإنجليزية)
- أرتور مارتينيز على موقع كينوبويسك (الروسية)